# KinKi Kids
KinKi Kids(킨키 키즈, キンキ キッズ)는 도모토 코이치, 도모토 츠요시의 2명으로 구성된 남성 아이돌 듀오이다. 소속 사무소는 STARTO ENTERTAINMENT. 소속 레코드 회사는 ELOV-Label. 약칭은 킨키(キンキ), KinKi.

## 멤버
- 도모토 코이치 (堂本光一, 1979년 1월 1일 ~ , B형, 효고현 아시야시 출신)
- 도모토 츠요시 (堂本剛, 1979년 4월 10일 ~ , AB형, 나라현 나라시 출신)

## 개요
일본의 대형 프로덕션 회사인 쟈니스 사무소 소속 아이돌 그룹이다. 소속사 사상 처음으로 결성 된 듀오 그룹이며, 역시 처음으로 킨키 지방 출신의 구성원으로만 이루어진 그룹이다. 2명 모두 같은 1979년(쇼와 54년)에 태어난 동갑이지만, 도모토 코이치가 1월 1일생이므로 도모토 츠요시보다 한 학년 위가 된다. 2명의 성은 〈堂本도모토〉로 같지만 친척관계는 없고, 완전한 남남이다. 또한, 같은 성씨의 2명을 붙인 것은 의도적이 아닌 우연이다.
KinKi Kids의 표기는 K는 모두 대문자(KinKi Kids)이다. 그런데, KinKi라고 하는 단어는 영어권에서는 Kinky(변태)와 어감이 비슷하여, 오해를 받기도 한다.
팬클럽의 회원 번호는, 1번이 코이치, 2번이 츠요시다.

## 경력

### 결성부터 CD 데뷔까지
1991년 5월 5일, 코이치와 츠요시는 요코하마 아레나에서 열린 히카루GENJI의 콘서트에서 처음으로 만났다. 둘은 모두 자발적으로 사무소에 입소한 것이 아닌. 누나가 이력서를 마음대로 쟈니스 사무소에 보내서에 의한 것이라는 공통점이 있다.
1992년 8월 23일, 처음으로 아이돌 잡지『Myojo』의 취재를 받아 1992년 11월호에서 "칸사이에서 온 신입생"으로 소개되었다.
정식으로 그룹명이 정해지기 전까지는, 〈쟈니즈 칸사이조〉, 〈도모토 브라더즈〉, 〈W도모토〉등의 이름들이 사용되었다. TOKIO의 나가세 토모야와 V6의 이노하라 요시히코까지 4명으로 한 〈지팡구〉 결성의 소문도 있었지만, 1992년 12월 31일 방송된 《제43회 NHK 홍백가합전》에서 SMAP의 백댄서로 출연했을 때, 〈KANZAI BOYA(칸사이 보야)〉라는 이름으로 소개되었다.
그리고, 나카이 마사히로가 사회보는 《키스 했어? SMAP》 제1회 방송(1993년 4월 4일)에서, 정식으로 “KinKi Kids”라는 이름이 결정되었다. 또한, 오늘날과 같이“K”의 문자가 모두 대문자로 통일된 것은, 1994년 말부터이다.
1994년 12월 31일에는, 일본 무도관에서 퍼스트 콘서트를 열었다.
1996년 10월부터는 동시에 5개의 TV 정규 프로그램이 편성되는 등, 순식간에 안방극장에 침투하였다. 또한, 1996년《제47회 NHK 홍백가합전》에서는, 사무소의 대선배인 콘도 마사히코의 스테이지에 등장하여, 〈ミッドナイト・シャッフル(미드나이트 셔플)〉의 첫 부분을 KinKi Kids가 노래부르는 깜짝 연출이 이루어졌다.

### CD 데뷔
1997년 5월 29일, 쟈니즈 사무소가 음반 회사인 쟈니스 엔터테인먼트를 설립하고 그 첫 번째 아티스트로 KinKi Kids가 데뷔하기로 결정하였다. 아카사카에 있는 도요카와 이나리 신사에서 공식 데뷔 기자회견이 열렸다. 기자회견 영상이 신주쿠역 동쪽 출구 앞 아르타 비전과 시부야역 하치 앞 사거리의 아스트로 비전 등 총 5곳에서 방영되었으며, 무려 3000만엔에 달하는 비용을 사용하였다.
1997년 7월 21일, 싱글 〈硝子の少年 (유리의 소년)〉과, 앨범 《A album》의 동시 발매로 CD 데뷔하였다. 발매와 동시에 오리콘 차트 1위를 하였으며, 밀리언 셀러를 달성했다. 〈유리의 소년〉은 오리콘 조사에서 매출 178만장, 쟈니스 엔터테인먼트 발표에 의하면 출하량 262만장을 기록하였다. 또한, 1971년 134만장의 매출을 기록한 코야나기 루미코의 わたしの城下町 (나의 성 아랫마을)의 판매량을 26년 만에 경신하여 아이돌 가수의 데뷔 싱글 최다 매상을 기록하였다.
최종적으로 1997년도 연간 싱글 매상 2위를 기록하였다. 또한, 1998년 3월 26일 열린 제70회 선발 고등학교 야구 대회의 입장 행진곡으로 채택되었다.

### 1990년대
1997년 11월 12일, 2번째 싱글인 〈愛されるより 愛したい (사랑받기보다 사랑하고 싶어)〉가 164만장의 매상을 기록하였고, 1998년 7월 29일, 4번째 싱글〈全部だきしめて/青の時代 (전부 껴안고/청의 시대)〉가 116만장의 매상을 기록하였다. 또한 1999년 5월 26일 발매된 7번째 싱글 〈フラワー (플라워)〉로, 총 4개의 밀리언 셀러 음반을 기록하였다. 쟈니즈 엔터테인먼트 발표에 의하면, 데뷔 이래로 출하 매수에서는 싱글 11개 연속 밀리언 셀러이다.
1997년 12월 1일과 1995년 1월 17일에 발생한, 한신·아와지 대지진에의 자선 활동으로서 1997년 당시까지 데뷔하고 있던 TOKIO·V6·KinKi Kids가, 합체 해 J-FRIENDS를 결성하였다.
지진 재해 발생 당시의 초등학교 1학년이 의무 교육을 끝내는 2003년 3월까지 6년간 활동하였다. J-FRIENDS가 발매한 싱글과 미니 앨범은, 모두 오리콘 차트 1위를 기록하였다.
1999년에는, 《제50회 NHK 홍백가합전》의 노래 사이의 코너에서 게스트로서 〈フラワー (플라워)〉를 불렀다. 다만, 데뷔 이래로 정식으로 NHK 홍백가합전 출장이 없었다. 이것은, 매년 연말에 쟈니스 사무소의 소속 가수들의 공연인 쟈니스 카운트다운 라이브가 있기 때문이다. KinKi Kids의 홍백가합전 출장은 2016년 《제67회 NHK 홍백가합전》에서 백조(白組) 소속으로써 처음 이루어진다.
한편, 음악 활동 이외에 버라이어티 프로그램의 사회에서도 활약하였다.
특히 1996년 10월 5일부터 방영되었던 《LOVE LOVEあいしてる (LOVE LOVE 사랑해)》에서는, 요시다 타쿠로나 THE ALFEE의 사카자키 코노스케의 지도로 기타연주를 배우게 되었고, 많은 뮤지션과의 친교가 깊어져 KinKi Kids의 음악 활동에 큰 영향을 주었다. 2000년 3월 8일 발매된 9번째 싱글 〈好きになってく 愛してく (좋아하게 돼 사랑하게 돼)〉에서는 일본의 아이돌 가수으로써 처음으로 스스로의 작사·작곡에 의한 음반으로의 오리콘 차트 1위를 기록하였다.

### 2000년대
2001년 2월 7일 발매된 11번째 싱글 〈ボクの背中には羽根がある (내 등에는 날개가 있어)〉가 92만장의 매상을 기록하였으며 2001년 연간 싱글 매상 8위를 기록하였다.
2001년 11월 14일 발매된 13번째 싱글 〈Hey! みんな元気かい? (Hey! 모두 잘 지내?)〉에는 도모토 츠요시가 작사하고 도모토 코이치가 작곡한 愛のかたまり (사랑의 덩어리)가 수록되어 있는데, 2007년 발매된 베스트 앨범 39를 통해 팬이 좋아하는 곡 투표에서 1위를 차지했다.
2004년 12월 22일에는 20번째 싱글 〈Anniversary〉와 베스트 앨범 KinKi Single Selection II을 동시에 발매하여 두 번째로 싱글과 앨범 동시 오리콘 차트 1위를 기록하였다.
2006년 11월 29일 발매된 24번째 싱글 〈Harmony of December〉이 30만장의 매상을 기록하여 24개 싱글 연속 매상 30만장을 기록하였다.
2007년 데뷔 10주년을 맞이하였다. 7월 18일, KinKi Kids의 CD 데뷔 10주년을 기념으로 베스트 앨범 39가 발매되었다. 앨범 이름인 39는 감사를 뜻하는 Thank You를 뜻하는데 일본어로 39를 각각 읽으면 3(さん), 9(きゅう)로 Thank You 영어발음과 비슷하기에 붙여졌다.

### 2010년대
연말 행사가 되고 있는 도쿄 돔에서의 공연은, 2015년 1월 1일까지 총 51차례의 공연이 되어, 단독 아티스트에 의한 최다 공연 기록 수를 갱신했다.
2017년, 데뷔 20주년을 맞이 하였다. 6월 19일, 도모토 츠요시가 돌발성 난청의 투병 사실을 알렸다.
12월 6일에는 KinKi Kids의 4번째 베스트 앨범인 〈The BEST〉를 발매하였다. 이를 통해 이른바 「KinKi Kids 20th Anniversary キャンペーン (킨키 키즈 20주년 캠페인)」을 마무리하였다. 또한, 17만장의 매상으로 오리콘 차트 1위를 기록하여 앨범 통산 19번째 1위 작품을 기록하였다. 이는 1위 B'z의 28작품, 2위 마츠토야 유미의 23작품, 3위 하마사키 아유미의 20작품에 다음 가는 기록이다.
2018년 1월 24일, 39번째 싱글인〈Topaz Love/DESTINY〉를 발매하였는데, 이는 오랜만에 자신들이 직접 작사 작곡한 싱글이다. 데뷔 싱글로부터 39작 연속으로 차트 1위를 기록하였다.
2018년 7월 25일 23번째 영상 작품인〈KinKi Kids CONCERT 20.2.21 - Everything happens for a reason -〉을 발매하였다. 이로써 통산 17번째 DVD 1위로, 역대 단독 2위에 해당한다.
2018년 12월 19일, 40번째 싱글〈会いたい、会いたい、会えない。〉를 발매하였다. 이 노래는 쥬얼리 브랜드 "Bijoude" CM송으로 사용되었으며, 쿠보타 토시노부가 직접 작사 작곡하였다. 〈会いたい、会いたい、会えない。〉역시 초동 판매 1위를 달성 함으로써, 데뷔 싱글로부터 40작품 연속으로 차트 1위를 기록해 자신들이 갖고 있던 기네스 세계 기록을 다시 갱신하였다. 이것은, 아일랜드의 그룹, 웨스트라이프를 뛰어넘는 세계 최고 기록이다.
데뷔 이래로 2018년 12월까지 싱글 40개, 앨범 20개를 발매하여 대략 3000만 장의 판매량을 기록하였다. 이는 SMAP, 아라시, 마츠다 세이코에 이은 일본 역대 아이돌 음반 판매량 4위에 해당한다.
2020년 6월 17일, 42번째 싱글〈KANZAI BOYA〉를 발매하였다. 도모토 츠요시가 직접 작사와 작곡을 한 곡으로, KANZAI BOYA는 듀오 명이 KinKi Kids로 정해지기 전, 자니 키타가와 사장이 지어준 이름이다. 〈KANZAI BOYA〉역시 초동 판매 1위를 달성 함으로써, 데뷔 싱글로부터 42작품 연속으로 차트 1위를 기록해 자신들이 갖고 있던 기네스 세계 기록을 다시한번 갱신하였다. 한편, 당초 발매일은 도모토 코이치와 도모토 츠요시가 처음 만났던 5월 5일로 예정되어있었으나, 일본 정부의 코로나바이러스감염증-19 확산을 둘러싼 비상사태 선포에 대응해 발매일이 6월 17일로 연기되었다.

## 여담

### 작사 작곡에 대해
두 사람 모두 직곡 활동을 하지만, KinKi Kids 명의로 발표하는 두 명의 오리지널 곡(공동 작곡도 포함)은 적다. 이것은 각각 본격적으로 솔로 활동을 시작하면서, 본인들이 직접 작사와 작곡을 한 곡은 솔로앨범으로 발표하기 때문이다. 솔로 활동의 악곡 대부분은, 본인들이 직접 제작한 곡이다. 다만, 주로 도모토 코이치는 작곡을 하고, 도모토 츠요시는 작사를 많이 한다.

### 작품의 발매 간격에 대해
2006년부터 KinKi Kids로서의 작품(특히 싱글 작품)의 발매 간격이 길어지고 있다. 다만, 2006년에는 서로의 솔로 활동이 끝난 시점이 비슷하였기 때문에, 4개월 간격으로 싱글 작품을 발매하였다.
이는, 서로 솔로 활동을 시작하여 본격화하였기 때문이다. 즉, 기본적으로 KinKi Kids로서의 활동과 솔로 활동이 시기적으로 겹치지 않게 하고 있기 때문에 이러한 현상이 일어난 것이다.
현재까지 가장 싱글 발매 간격이 길었던 것은 2012년 1월 11일 발매한 32번째 싱글 〈変わったかたちの石 (특이한 모양의 돌)〉부터 2013년 10월 23일 발매된 33번째 싱글 〈まだ涙にならない悲しみが／恋は匂へと散りぬるを (아직 눈물이 되지 않은 슬픔이/향기로운 사랑도 언젠가 지는 법)〉까지의 약 1년 9개월 12일이며, 최단 싱글 발매 간격은, 2003년 6월 18일 발매된 17번째 싱글 〈心に夢を君には愛を／ギラ☆ギラ (마음에 꿈을 너에게는 사랑을/반짝☆반짝)〉부터 2003년 8월 13일 발매된 18번째 싱글 〈薄荷キャンディー (박하사탕)〉까지의 1개월 26일간이다.

### 춤에 대해
쟈니스 주니어 활동 시절부터 노래할 때는 거의 춤을 같이 추고 있어 소년대나 SMAP 등의 대선배의 곡들을 커버하여 격렬한 댄스 넘버(어레인지)가 많았다.
2002년 중반 이후, 2005년의 〈ビロードの闇 (비로도의 어둠)〉까지 약 3년간, 댄스 동작이 없었다. 그 후에도 싱글 곡에서는 발라드 혹은 미디엄 발라드를 중심으로 노래를 불렀다. 따라서 텔레비전에서는 춤출 기회가 감소했지만, 본인들의 콘서트에서는 변함없이 댄스를 보여주고 있다.

### 콘서트의 MC
KinKi Kids 콘서트의 가장 큰 특징은, MC(토크)가 긴 것이다. 원래대로라면 짧아야 할 오프닝 멘트에서도 거의 30분은 말한다. 또한 3시간의 공연 가운데, 대화만으로도 1시간 반가량 말하기도 한다. 이러한 MC가 너무 길어서 쟈니스 사무소의 관계자에게 혼나거나, 콘서트 담당자 요시다 켄에게 농담 섞인 불평을 듣기도 하였다. 본인들도 자각하고 있기 때문에, 특히 길어지는 2번째 멘트에서는 스스로 관객을 앉게 한다. 특히 관객과의 소통보다도 두명이서 끊임없는 이야기를 하는 부분이 더 많다.
한편, 쟈니스 카운트다운 라이브와 같이 연말 연시에 행해지는 콘서트에서는, 설날에 스테이지상에서 코이치의 생일을 축하하는 것이 전통이 되고 있다.

## 음반 목록

### 싱글
| 작품 | 발매일           | 타이틀                                               | 의미                                                        | 최고 순위 | 초동 판매량 | 누적 판매량  | 비고        |
| ---- | ---------------- | ---------------------------------------------------- | ----------------------------------------------------------- | --------- | ----------- | ------------ | ----------- |
| 1    | 1997년 7월 21일  | 硝子の少年                                           | 유리의 소년                                                 | 1위       | 315,330 장  | 1,793,011 장 | 밀리언 셀러 |
| 2    | 1997년 11월 12일 | 愛されるより 愛したい                                | 사랑받기보다 사랑하고 싶어                                  | 1위       | 504,830 장  | 1,644,776 장 | 밀리언 셀러 |
| 3    | 1998년 4월 22일  | ジェットコースター・ロマンス                         | 제트코스터 로맨스                                           | 1위       | 500,030 장  | 944,500 장   |             |
| 4    | 1998년 7월 29일  | 全部だきしめて／青の時代                             | 전부 껴안고/청의 시대                                       | 1위       | 451,450 장  | 1,159,578 장 | 밀리언 셀러 |
| 5    | 1998년 12월 9일  | Happy Happy Greeting／シンデレラ・クリスマス         | Happy Happy Greeting/신데렐라 크리스마스                    | 1위       | 404,340 장  | 614,713 장   |             |
| 6    | 1999년 2월 24일  | やめないで,PURE                                      | 그만두지 마,PURE                                            | 1위       | 354,790 장  | 652,622 장   |             |
| 7    | 1999년 5월 26일  | フラワー                                             | 플라워                                                      | 1위       | 368,170 장  | 1,046,333 장 | 밀리언 셀러 |
| 8    | 1999년 10월 6일  | 雨のMelody／to Heart                                 | 비의 Melody/to Heart                                        | 1위       | 470,143 장  | 852,173 장   |             |
| 9    | 2000년 3월 8일   | 好きになってく 愛してく／KinKiのやる気まんまんソング | 좋아하게 돼 사랑하게 돼/KinKi의 의욕충만송                  | 1위       | 363,180 장  | 525,980 장   |             |
| 10   | 2000년 6월 21일  | 夏の王様／もう君以外愛せない                         | 여름의 왕/이제 너 이외 사랑할 수 없어                       | 1위       | 365,250 장  | 874,827장    |             |
| 11   | 2001년 2월 7일   | ボクの背中には羽根がある                             | 내 등에는 날개가 있어                                       | 1위       | 411,820 장  | 919,560 장   |             |
| 12   | 2001년 5월 23일  | 情熱                                                 | 정열                                                        | 1위       | 375,410 장  | 595,015 장   |             |
| 13   | 2001년 11월 14일 | Hey! みんな元気かい?                                 | Hey! 모두 잘 지내?                                          | 1위       | 260,250 장  | 418,690장    |             |
| 14   | 2002년 5월 2일   | カナシミ ブルー                                      | 슬픔 블루                                                   | 1위       | 208,340 장  | 329,610 장   |             |
| 15   | 2002년 10월 23일 | solitude 〜真実のサヨナラ〜                          | solitude ~진실의 이별~                                      | 1위       | 213,870 장  | 328,362 장   |             |
| 16   | 2003년 4월 9일   | 永遠のBLOODS                                         | 영원의 BLOODS                                               | 1위       | 245,045 장  | 362,497 장   |             |
| 17   | 2003년 6월 18일  | 心に夢を君には愛を／ギラ☆ギラ                        | 마음에 꿈을 너에게는 사랑을/반짝☆반짝                       | 1위       | 214,178 장  | 300,609 장   |             |
| 18   | 2003년 8월 13일  | 薄荷キャンディー                                     | 박하사탕                                                    | 1위       | 260,885 장  | 388,024 장   |             |
| 19   | 2004년 1월 15일  | ね、がんばるよ。                                     | 있지, 힘낼게.                                               | 1위       | 223,241 장  | 326,791 장   |             |
| 20   | 2004년 12월 22일 | Anniversary                                          | Anniversary                                                 | 1위       | 355,439 장  | 525,905 장   |             |
| 21   | 2005년 6월 15일  | ビロードの闇                                         | 비로도의 어둠                                               | 1위       | 260,901 장  | 319,120 장   |             |
| 22   | 2005년 12월 21일 | SNOW! SNOW! SNOW!                                    | SNOW! SNOW! SNOW!                                           | 1위       | 230,384 장  | 317,397 장   |             |
| 23   | 2006년 7월 26일  | 夏模様                                               | 여름 모양                                                   | 1위       | 238,868 장  | 310,516 장   |             |
| 24   | 2006년 11월 29일 | Harmony of December                                  | Harmony of December                                         | 1위       | 265,207 장  | 300,338 장   |             |
| 25   | 2007년 4월 25일  | BRAND NEW SONG                                       | BRAND NEW SONG                                              | 1위       | 180,534 장  | 223.332 장   |             |
| 26   | 2007년 9월 12일  | 永遠に                                               | 영원히                                                      | 1위       | 190,495 장  | 229,746 장   |             |
| 27   | 2008년 8월 27일  | Secret Code                                          | Secret Code                                                 | 1위       | 187,268 장  | 224,608 장   |             |
| 28   | 2009년 1월 28일  | 約束                                                 | 약속                                                        | 1위       | 171,412 장  | 210,510 장   |             |
| 29   | 2009년 10월 28일 | スワンソング                                         | 스완송                                                      | 1위       | 160,407 장  | 186,904 장   |             |
| 30   | 2010년 12월 1일  | Family 〜ひとつになること                            | Family ~하나가 되는 것                                      | 1위       | 165,406 장  | 190,932 장   |             |
| 31   | 2011년 6월 15일  | Time                                                 | Time                                                        | 1위       | 150,661 장  | 171,068 장   |             |
| 32   | 2012년 1월 11일  | 変わったかたちの石                                   | 특이한 모양의 돌                                            | 1위       | 123,475 장  | 147,508 장   |             |
| 33   | 2013년 10월 23일 | まだ涙にならない悲しみが／恋は匂へと散りぬるを       | 아직 눈물이 되지 않은 슬픔이/향기로운 사랑도 언젠가 지는 법 | 1위       | 178,348 장  | 203,642 장   |             |
| 34   | 2014년 11월 12일 | 鍵のない箱                                           | 열쇠 없는 상자                                              | 1위       | 152,412 장  | 173,191 장   |             |
| 35   | 2015년 11월 18일 | 夢を見れば傷つくこともある                           | 꿈을 꾸면 상처받는 일도 있어                                | 1위       | 154,552 장  | 173,634 장   |             |
| 36   | 2016년 7월 20일  | 薔薇と太陽                                           | 장미와 태양                                                 | 1위       | 193,334 장  | 211,800 장   |             |
| 37   | 2016년 11월 2일  | 道は手ずから夢の花                                   | 길은 손수 꿈의 꽃                                           | 1위       | 175,503 장  | 191,290 장   |             |
| 38   | 2017년 7월 12일  | The Red Light                                        | The Red Light                                               | 1위       | 200,257 장  | 217,701 장   |             |
| 39   | 2018년 1월 24일  | TOPAZ LOVE/DESTINY                                   | 토파즈 러브/데스티니                                        | 1위       | 198,361 장  | 220,268 장   |             |
| 40   | 2018년 12월 19일 | 会いたい、会いたい、会えない。                       | 보고 싶어, 보고 싶어, 그럴 수 없어.                         | 1위       | 180,050 장  | 197,475 장   |             |
| 41   | 2019년 12월 4일  | 光の気配                                             | 빛의 기색                                                   | 1위       | 171,602 장  | 188,856 장   |             |
| 42   | 2020년 6월 17일  | KANZAI BOYA                                          | KANZAI BOYA                                                 | 1위       | 187,254 장  | 200,989 장   |             |
| 43   | 2021년 7월 21일  | アン／ペア                                           | 언/페어                                                     | 1위       |             |              |             |
| 44   | 2022년 3월 16일  | 高純度romance                                        | 고순도romance                                               | 1위       |             |              |             |
| 45   | 2022년 7월 27일  | Amazing Love                                         | Amazing Love                                                | 1위       |             |              |             |
| 46   | 2023년 1월 18일  | The Story of Us                                      | The Story of Us                                             | 1위       |             |              |             |

### 앨범
| ＃ | 발매일           | 타이틀               | 최고 순위 | 판매량       | RIAJ 인증         |
| -- | ---------------- | -------------------- | --------- | ------------ | ----------------- |
| 1  | 1997년 7월 21일  | A album              | 1위       | 1,030,850 장 | 밀리언            |
| 2  | 1998년 8월 12일  | B album              | 1위       | 867,465 장   | 밀리언            |
| 3  | 1999년 8월 4일   | C album              | 1위       | 812,640 장   | 더블 플래티넘(구) |
| 4  | 2000년 12월 13일 | D album              | 1위       | 506,200 장   | 플래티넘(구)      |
| 5  | 2001년 7월 25일  | E album              | 1위       | 523,380 장   | 플래티넘(구)      |
| 6  | 2002년 12월 26일 | F album              | 2위       | 399,659 장   | 플래티넘(구)      |
| 7  | 2003년 10월 22일 | G album -24/7-       | 1위       | 323,699 장   | 플래티넘          |
| 8  | 2005년 11월 16일 | H album -H・A・N・D- | 1위       | 314,539 장   | 플래티넘          |
| 9  | 2006년 12월 13일 | I album -iD-         | 1위       | 288,093 장   | 플래티넘          |
| 10 | 2007년 11월 14일 | Ø                    | 1위       | 236,136 장   | 플래티넘          |
| 11 | 2009년 12월 9일  | J album              | 1위       | 207,582 장   | 골드              |
| 12 | 2011년 11월 9일  | K album              | 1위       | 181,458 장   | 골드              |
| 13 | 2013년 12월 4일  | L album              | 1위       | 160,339 장   | 골드              |
| 14 | 2014년 12월 10일 | M album              | 1위       | 154,747 장   | 골드              |
| 15 | 2016년 9월 21일  | N album              | 1위       | 151,376 장   | 골드              |
| 16 | 2020년 12월 23일 | O album              | 1위       | 144,064 장   | 골드              |

### 베스트 앨범
| ＃ | 발매일           | 타이틀                    | 최고 순위 | 판매량       | RIAJ 인증           |
| -- | ---------------- | ------------------------- | --------- | ------------ | ------------------- |
| 1  | 2000년 5월 17일  | KinKi Single Selection    | 1위       | 1,252,873 장 | 트리플 플래티넘(구) |
| 2  | 2004년 12월 22일 | KinKi Single Selection II | 1위       | 544,874 장   | 더블 플래티넘       |
| 3  | 2007년 7월 18일  | 39                        | 1위       | 455,612 장   | 더블 플래티넘       |
| 4  | 2017년 1월 6일   | Ballad Selection          | 1위       | 158,931 장   | 골드                |
| 5  | 2017년 12월 6일  | The BEST                  | 1위       | 229,393 장   | 플래티넘            |

### 그 외의 앨범
| ＃ | 발매일          | 타이틀                         | 최고 순위 | 판매량    |
| -- | --------------- | ------------------------------ | --------- | --------- |
| 1  | 2000년 7월 19일 | KinKi KaraoKe Single Selection | 28위      | 18,550 장 |

### 영상 작품
|    | 발매일           | 타이틀 | 발매 형태 | 최고 순위                               | 비고 |
| -- | ---------------- | --- | --------- | --------------------------------------- | --- |
| 1  | 1995년 7월 23일  | KiNKi KiDS with 35万人ファン 世紀のLIVE KiNKi KiDS with 35만명 팬 세기의 LIVE                                                                                                 | VHS       |                                         | |
| 2  | 1996년 4월 19일  | KinKi Kids'96 1996.1.13 yoyogi white theater | VHS       |                                         | FC 회원 만의 기간 한정 통판 판매. |
| 3  | 1997년 6월 12일  | KinKi Kids'97 LAWSON PRESENTS | VHS       |                                         | 로손에서 기간 한정 판매. |
| 4  | 1998년 5월 20일  | us | VHS / DVD |                                         | 복각판 DVD는 2007년 12월 26일 발매. |
| 5  | 1999년 4월 21일  | KinKi Kids 3 days Panic! at TOKYO DOME '98-'99 | VHS / DVD |                                         | 복각판 DVD는 2007년 12월 26일 발매. |
| 6  | 2001년 4월 25일  | KinKi KISS Single Selection 1 | VHS       |                                         | VHS와 DVD 양쪽 발매는 처음. DVD는 VHS 〈KinKi KISS Single Selection 1〉과 〈KinKi KISS Single Selection 2〉 양쪽 내용에 더해, 특전 영상 있음. |
| 6  | 2001년 4월 25일  | KinKi KISS Single Selection 2 | VHS       |                                         | VHS와 DVD 양쪽 발매는 처음. DVD는 VHS 〈KinKi KISS Single Selection 1〉과 〈KinKi KISS Single Selection 2〉 양쪽 내용에 더해, 특전 영상 있음. |
| 6  | 2001년 5월 9일   | KinKi KISS Single Selection | DVD       | DVD 종합:1위                            | VHS와 DVD 양쪽 발매는 처음. DVD는 VHS 〈KinKi KISS Single Selection 1〉과 〈KinKi KISS Single Selection 2〉 양쪽 내용에 더해, 특전 영상 있음. |
| 7  | 2001년 9월 5일   | 風雲再起近畿小子2001台北演唱會 〜KinKi Kids Returns! 2001 Concert Tour in Taipei〜 풍운 재기 킨키 키즈 2001 타이페이 콘서트 ~KinKi Kids Returns! 2001 Concert Tour in Taipei~ | DVD / VHS | DVD 종합:1위                            | |
| 8  | 2002년 1월 9일   | -ISM | DVD / VHS | DVD 종합:1위                            | |
| 9  | 2003년 12월 3일  | KinKi Kids Dome F Concert 〜Fun Fan Forever〜 | DVD / VHS | DVD 종합:1위                            | |
| 10 | 2004년 7월 14일  | KinKi KISS 3 Single Selection | VHS       |                                         | VHS로의 발매는 이 작품으로 마지막이 된다. |
| 10 | 2004년 7월 14일  | KinKi KISS 2 Single Selection | DVD       | DVD 종합:1위                            | VHS로의 발매는 이 작품으로 마지막이 된다. |
| 11 | 2005년 8월 3일   | KinKi Kids Dome Tour 2004-2005 -Font De Anniversary.- | DVD       | DVD 종합:1위                            | |
| 12 | 2008년 6월 18일  | We are φn' 39!! and U? KinKi Kids Live in DOME 07-08 | DVD       | DVD 종합:1위                            | |
| 13 | 2009년 9월 30일  | KinKi you DVD] | DVD       | DVD 종합:2위                            | |
| 14 | 2010년 8월 11일  | KinKi Kids concert tour J | DVD / BD  | DVD 종합:1위 (DVD 음악:1위)             | BD판은, 2012년 7월 18일에 발매되었다. |
| 15 | 2011년 7월 27일  | KinKi Kids 2010-2011 〜君も堂本FAMILY〜 KinKi Kids 2010-2011 ~너도 도모토 FAMILY~                                                                                             | DVD / BD  | DVD 종합:1위 (BD 음악:1위)              | |
| 16 | 2012년 7월 18일  | King・KinKi Kids 2011-2012 | DVD / BD  | DVD 종합:1위 (DVD 음악:1위) BD 종합:2위 | |
| 17 | 2013년 8월 7일   | KinKi Kids Concert -Thank you for 15years- 2012-2013 | DVD / BD  | DVD 종합:1위 BD 종합:1위                | |
| 18 | 2014년 10월 22일 | KinKi Kids concert 2013-2014「L」 | DVD / BD  | DVD 종합:1위 BD 종합:1위                | |
| 19 | 2015년 8월 26일  | KinKi Kids Concert ｢Memories ＆ Moments｣ | DVD / BD  | DVD 종합:1위 BD 종합:1위                | |
| 20 | 2016년 8월 10일  | 2015-2016 Concert KinKi Kids | DVD / BD  | DVD 종합:1위 BD 종합:1위                | |
| 21 | 2017년 7월 12일  | We are KinKi Kids Dome Concert 2016-2017 TSUYOSHI & YOU & KOICHI | DVD / BD  | DVD 종합:1위 BD 종합:1위                | |
| 22 | 2018년 4월 11일  | MTV Unplugged: KinKi Kids | DVD / BD  | DVD 종합:1위 BD 종합:1위                | |
| 23 | 2018년 7월 25일  | KinKi Kids CONCERT 20.2.21 - Everything happens for a reason - | DVD / BD  | DVD 종합:1위 BD 종합:1위                | 통산 17편 DVD 1위로 역대 단독 2위 |
| 24 | 2020년 11월 11일 | KinKi Kids Concert Tour 2019-2020 ThanKs 2 YOU | DVD / BD  | DVD 종합:1위 BD 종합:1위                | 통산 18편 DVD 1위 |

### 재발반
- 〈비의 Melody/to Heart〉 12cm CD화 (2002년 2월 20일)
- 〈좋아하게 돼 사랑하게 돼/KinKi의 의욕충만송〉 12cm CD화 (2004년 1월 20일)
- 1st ~ 7th 싱글(〈유리의 소년〉, 〈사랑받기보다 사랑하고 싶어〉, 〈제트코스터 로망스〉, 〈전부 껴안고/청의 시대〉, 〈Happy Happy Greeting/신데렐라 크리스마스〉, 〈그만두지 마,PURE〉, 〈플라워〉) 12cm CD화 (2007년 12월 26일)

## 출연

### 드라마
- 인간·실격 (1994년 7월 8일 ~ 1994년 9월 23일, TBS)
- 어린시절 (1996년 4월12일 ~ 1996년 6월 28일, TBS)
- 우리들의 용기 미만도시 (1997년 10월 18일 ~ 1997년 12월 20일, 닛폰 TV)
- 맛하 브이로쿠 특별 드라마 노려진 〈big〉 대작전 (2000년 6월 29일, 후지 TV)
- 데릴사위2003 제6화 (2003년 5월 22일, 후지 TV)
- 우리들의 용기 미만도시 2017 (ぼくらの勇気 未満都市 2017)

### 버라이어티
- 키스 했어? SMAP (1993년 4월 4일 ~ 1996년 9월 24일, ABC TV)
- 가요 빙빙 하우스 (1993년 8월 8일 ~ 1994년 8월 21일, TV 아사히)
- 아이돌 온 스테이지 (1993년 10월 10일 ~ 1997년 3월 30일, NHK BS2)
- 초인 돗지볼 전설 (1994년 10월 17일 ~ 1994년 12월 12일, 칸사이 TV)
- 언제나 빛나는 아이돌들 (1994년 11월 19일, 칸사이 TV)
- 소레이케 킨키 대모험 (1996년 4월 7일 ~ 1996년 9월 29일, 닛폰 TV)
- 소레이케 킨키 대방송 (1996년 10월 6일 ~ 1998년 3월 29일, 닛폰 TV)
- 지면 안돼! (1996년 10월 14일 ~ 1997년 3월 17일, 후지 TV)
- Toki-kin 급행 좋아해! 좋아한당게 (1996년 10월 16일 ~ 1997년 3월 12일, TBS)
- 바리킨7 현자의 전략 (1996년 10월 17일 ~ 1997년 9월 11일, TBS)
- LOVE LOVE 사랑해 (1996년 10월 19일 ~ 2001년 3월 31일, 후지 TV)
- 스타 돗키리 대작전 (1997년 4월 12일 ~ 1997년 9월 15일, 후지 TV)
- Gyu! 끌어안고 싶어! (1998년 4월 5일 ~ 1998년 9월 27일, 닛폰 TV)
- KinKi Kids의 Gyu! (1998년 10월 4일 ~ 1999년 9월 26일, 닛폰 TV)
- 도모토 형제→신 도모토 형제 (2001년 4월 8일 ~ 2014년 9월 28일, 후지 TV)
- KinKi Kids의 붕부붕 (2014년 10월 ~ , 후지 TV)

### 라디오
- KinKi Kids 돈나몬야! (분카 방송)
- KinKi Kids 킨키라 킨키 월드 (1995년 ~ 2007년 9월, 닛폰 방송)

### 콘서트
| 연도            | 공연 일자             | 형태                     | 타이틀 | 공연 규모   | 회장 | 비고 |  |
| --------------- | --------------------- | ------------------------ | --- | ----------- | --- | --- |  |
| 1994년 ~ 1995년 | 12월 31일 ~ 1월 29일  | 투어                     | Kick off '95 | 3곳 15공연  | 일본무도관, 도쿄 후생 연금 회관, 오사카 후생 연금 회관 | 일본무도관에서의 추가 공연이 결정. 추가 공연의 2주 전에, 쟈니 키타가와에 의해 알았다고 한다. |  |
| 1995년          | 3월 30일 ~ 5월 7일    | 투어                     | Kick off '95 SECOND CONCERT                                                                                       | 4곳 7공연   | 일본무도관, 요코하마 아레나, 나고야 레인보우 홀, 오사카 성 홀 | |  |
| 1995년          | 7월 23일 ~ 7월 31일   | 이벤트                   | 〈여름이다! 축제다! 어린이 카니발〉 KinKi Kids 미니 라이브                                                        | 1곳 8공연   | 뉴타카나와 프린스 호텔 〈비천〉 | 동 이벤트의 일환으로 행해진 미니 콘서트 |  |
| 1995년          | 8월 3일 ~ 8월 30일    | 투어                     | Kick off '95 SUMMER                                                                                               | 7곳 14공연  | 홋카이도 후생 연금 회관, 센다이 선플라자, 요코하마 아레나, 나고야 레인보우 홀, 오사카 성 홀, 후쿠오카 선팰리스, 나가사키 시 공회당 | 아직 CD 데뷔의 예정도 없었던 상태에서 행해진, 첫 전국 투어. |  |
| 1995년 ~ 1996년 | 12월 26일 ~ 1월 14일  | 투어                     | 킨키라킨니 にKinKi Kids '96                                                                                       | 3곳 19공연  | 요요기 화이트 시어터, 나고야 레인보우 홀, 오사카 성 홀 | |  |
| 1996년          | 1월 28일 ~ 2월 10일   | 이벤트                   | 로손 presents "KinKi Kids '96"                                                                                    | 7곳 7공연   | 홋카이도 후생 연금 회관, 센다이 선팰리스, 요코하마 아레나, 나고야 센추리 홀, 오사카 성 홀, 히로시마 우편 저금 홀, 큐슈 후생 연금 회관 | 로손의 현상(懸賞)에 의한 무료 콘서트 |  |
| 1996년          | 4월 6일 ~ 5월 8일     | 투어                     | KinKi Na"GO"ya "TO"kyo 3카SHOW (참가하자)                                                                         | 3곳 9공연   | 요코하마 아레나, 나고야 레인보우 홀, 오사카 성 홀 | |  |
| 1996년          | 7월 24일 ~ 8월 31일   | 투어                     | KinKi Kids '96 여름이다! 전원 집합!                                                                               | 8곳 35공연  | 홋카이도 후생 연금 회관, 센다이 선플라자, 요코하마 아레나, 나고야 레인보우 홀, 이시카와 후생 연금 회관, 오사카 성 홀, 히로시마 후생 연금 회관, 큐슈 후생 연금 회관 | |  |
| 1996년 ~ 1997년 | 12월 26일 ~ 1월 7일   | 투어                     | SHOW 〈갓츠!〉 SHOW                                                                                               | 3곳 13공연  | 요코하마 아레나, 나고야 레인보우 홀, 오사카 성 홀 | 이 투어부터, 1월 1일(코이치의 생일)에 콘서트가 행해지는 것이 항례가 된다. |  |
| 1997년          | 2월 1일 ~ 2월 16일    | 이벤트                   | 로손 presents 〈KinKi Kids '97〉                                                                                  | 5곳 5공연   | 센다이 선플라자, 요코하마 아레나, 아이치 후생 연금 회관, 오사카 성 홀, 히로시마 후생 연금 회관 | 로손의 현상(懸賞)에 의한 무료 콘서트. 이 공연은, 로손 한정 발매로 비디오 판매되었다. |  |
| 1997년          | 3월 25일 ~ 5월 5일    | 투어                     | KINKI Kiss In Dream Spring SHOW                                                                                   | 3곳 15공연  | 요코하마 아레나, 나고야 레인보우 홀, 오사카 성 홀 | |  |
| 1997년          | 7월 29일 ~ 8월 28일   | 투어                     | A so Bo Concert                                                                                                   | 3곳 16공연  | 요코하마 아레나, 나고야 레인보우 홀, 오사카 성 홀 | CD 데뷔 후, 첫 콘서트 투어 |  |
| 1997년          | 8월 9일 ~ 8월 15일    | 무대                     | 개장 행사 특별 공연 쟈니즈 판타지 〈kyo to kyo〉                                                                  | 1곳 23공연  | 교토·시어터 1200 | 동 회장에서 개최된 롱 런 공연 〈kyo to kyo〉의, 개장 행사 공연으로서 개최 |  |
| 1997년 ~ 1998년 | 12월 24일 ~ 1월 15일  | 투어                     | HAPPY HAPPY DATE                                                                                                  | 3곳 20공연  | 도쿄 다카라즈카 극장, 나고야 레인보우 홀, 오사카 성 홀 | 다카라즈카 극장 공연은, 동 회장을 개장하기 때문에, 다카라즈카 가극단 최종 공연부터 회장 해체일까지의 2주간에, 동 사무소 소속 탤런트가 매일 바뀌는 것으로 콘서트를 행해, 일환으로 행해져, 내용도 나고야, 오사카 공연 서로 다르다. |  |
| 1997년          | 12월 31일             | 이벤트                   | 쟈니즈 카운트다운 라이브                                                                                          | 1곳 1공연   | 도쿄 다카라즈카 극장 | 동 이벤트에서 처음으로, J-FRIENDS로서 무대에 선다 |  |
| 1998년          | 1월 18일              | 이벤트                   | 쟈니즈 축제 in 도쿄 다카라즈카 극장 파이널 스테이지                                                               | 1곳 2공연   | 도쿄 다카라즈카 극장 | 최종일에, 동 사무소의 탤런트가 다수 출연해 행해진 이벤트 |  |
| 1998년          | 1월 24일 ~ 2월 22일   | 이벤트                   | 로손 presents 〈KinKi Kids '98〉                                                                                  | 4곳 8공연   | 홋카이도 후생 연금 회관, 센다이 선플라자, 히로시마 후생 연금 회관, 큐슈 후생 연금 회관 | 로손의 현상(懸賞)에 의한 무료 콘서트. 겨울 투어에서 개최되지 않았던 도시를 중심으로 개최 |  |
| 1998년          | 5월 2일 ~ 5월 5일     | 단발 콘서트              | HAPPY HAPPY DATE (추가 공연)                                                                                      | 1곳 8공연   | 요코하마 아레나 | 겨울에 나고야, 오사카에서 행해진 공연과 같은 내용을, 추가 공연으로서 요코하마에서 개최 |  |
| 1998년          | 7월 23일 ~ 8월 31일   | 투어                     | Johnny's Summer Concert '98 「KinKi Kids」                                                                        | 6곳 29공연  | 마코마나이 옥외 경기장, 야마가타 시 총합 스포츠 센터, 요코하마 아레나, 나고야 레인보우 홀, 오사카 성 홀, 후쿠오카 국제 센터 | 첫 야외 콘서트를, 삿포로에서 개최 |  |
| 1998년 ~ 1999년 | 12월 22일 ~ 1월 1일   | 투어                     | Johnny's Winter Consert '98〜'99 〈KinKi Kids〉                                                                   | 2곳 8공연   | 도쿄 돔, 오사카 성 홀 | 첫 돔 공연을 개최. 오사카와 도쿄 서로 내용이 다르다. |  |
| 1998년          | 12월 31일             | 이벤트                   | J-FRIENDS 카운트다운 콘서트 〈Asia Biggest Countdown in Dome〉                                                    | 1곳 1공연   | 도쿄 돔 | 이 공연부터, 도쿄 돔에서의 카운트다운 콘서트가 항례가 되었다. |  |
| 1999년          | 7월 20일 ~ 8월 30일   | 투어                     | Johnny's Summer Concert '99 〈KinKi Kids〉                                                                        | 9곳 29공연  | 마코마나이 옥외 경기장, 센다이 그랜디 21, 요코하마 아레나, 나고야 레인보우 홀, 하마마츠 아레나, 고후 아이 멧세, 오사카 성 홀, 히로시마 그린 아레나, 마린 멧세 후쿠오카 | |  |
| 1999년          | 12월 26일 ~ 12월 31일 | 투어                     | Dome Concert in ○○(○○는, TOKYO 또는 OSAKA)                                                                        | 2곳 5공연   | 도쿄 돔, 오사카 돔 | |  |
| 1999년          | 12월 31일             | 이벤트                   | J-FRIENDS MILLENNIUM in TOKYO DOME                                                                                | 1곳 1공연   | 도쿄 돔 | |  |
| 2000년          | 1월 1일               | 단발 콘서트 +공개 이벤트 | KinKi Kids DOME CONCERT 〈LOVELOVE2000 in TOKYODOME〉                                                             | 1곳 1공연   | 도쿄 돔 | 킨키 키즈가 출연하고 있던 TV 프로그램 〈LOVE LOVE 사랑해〉의 공개 생중계도 겸하여 행해진, 이벤트 색이 강했던 콘서트 |  |
| 2000년          | 2월 22일 ~ 2월 27일   | 해외 투어                | 1st ASIAN TOUR KinKi Kids MILLENNIUM CONCERT in ○○(○○는, TAIPEI 또는 HONGKONG)                                    | 2곳 5공연   | 타이완·타이페이 남항 101, 홍콩 컨벤션 센터 | 첫 해외 공연 |  |
| 2000년          | 7월 26일 ~ 9월 17일   | 투어                     | KinKi Kids Selection Stadium Tour “King of SUMMER 2000”                                                           | 12곳 30공연 | 마코마나이 옥외 경기장, 아키타 오다테 수해 돔, 야마가타 시 총합 스포츠 센터, 센다이 시 체육관, 요코하마 스타디움, 트윈 멧세 시즈오카, 이시카와 현 산업 전시관 4호관, 나고야 돔, 오사카 돔, 히로시마 그린 아레나, 카가와 현 현민 홀(그랜드), 후쿠오카 돔                                                              | 〈Selection Stadiam Tour〉로 되어 있지만, 순수한 스타디움 투어는 아니다. 나고야 돔, 후쿠오카 돔에서의 공연은, 본 투어가 처음이다. 9월 16일의 요코하마 스타디움 공연은 호우때문에 공연 도중 중지가 되어, 관객이 퇴장하는 것을 둘이 스테이지 위에서 지켜 보았다. |  |
| 2000년 ~ 2001년 | 12월 23일 ~ 1월 1일   | 투어                     | Dohmoto Dome de Daininki KinKi Kids concert 2000~2001                                                             | 2곳 6공연   | 도쿄 돔, 오사카 돔 | |  |
| 2000년          | 12월 31일             | 이벤트                   | J-FRIENDS COUNTDOWN FROM TOKYO                                                                                    | 1곳 1공연   | 도쿄 돔 | |  |
| 2001년          | 5월 8일 ~ 5월 13일    | 해외 투어                | KinKi Kids Returns! 2001 Concert Tour in ○○(○○는, 타이페이 또는 홍콩)                                             | 2곳 6공연   | 타이완·타이페이 수퍼 돔, 홍콩 콜로세움 | |  |
| 2001년          | 8월 15일 ~ 8월 30일   | 필름 콘서트              | 후루사토 E 후레아이 album 캠페인 ~연말연시의 돔 콘서트 전에 KinKi가 당신의 거리에 온다~                           | 11곳 32공연 | 홋카이도 후생 연금 회관(쯔요시), 아오모리 문화 회관(쯔요시), 요코하마 아레나(둘), 니이가타 테르사(쯔요시), 시즈오카 시민 문화 회관(코이치), 나고야 센추리 홀(코이치), 교토 회관 제1홀(코이치), 오사카 후생 연금 회관(코이치), 히로시마 후생 연금 회관(코이치), 타카마츠 시민 회관(코이치), 후쿠오카 선팰리스(쯔요시) | 5th 앨범 《E album》의 구입 특전으로, 응모권을 보내면 추첨으로 초대된 첫 필름 콘서트. 각각의 회장에서는, 둘 중 누군가가 온다고 하는 것으로, 공연 당일에 본인의 회장에 의해 처음으로 알게되는 것이다(요코하마만, 둘). 회장명의 뒤에, 누가 왔는지 기재. |  |
| 2001년 ~ 2002년 | 12월 27일 ~ 1월 1일   | 투어                     | KinKi Kids DOME CONCERT “모두 잘 지내?”                                                                           | 2곳 6공연   | 도쿄 돔, 오사카 돔 | |  |
| 2001년          | 12월 31일             | 이벤트                   | J-FRIENDS COUNTDOWN in TOKYO                                                                                      | 1곳 1공연   | 도쿄 돔 | |  |
| 2002년 ~ 2003년 | 12월 26일 ~ 1월 1일   | 투어                     | KinKi Kids DOME F Concert ~Fun Fan Forever~                                                                       | 2곳 6공연   | 도쿄 돔, 오사카 돔 | 스테이지를 정면으로, 오른쪽이 코이치 스테이지, 왼쪽이 쯔요시 스테이지, 중앙이 KinKi 스테이지의 트리플 스테이지로, 돔 콘서트가 아니고는 획기적인 스테이지로 공연을 실시. |  |
| 2002년          | 12월 31일             | 이벤트                   | J-FRIENDS COUNTDOWN in TOKYO DOME 2002                                                                            | 1곳 1공연   | 도쿄 돔 | J-FRIENDS로서는, 마지막 카운트다운 콘서트 |  |
| 2003년          | 5월 25일 ~ 6월 8일    | 투어                     | KinKi Kids DOME F Concert ~Fun Fan Forever 영원의 BLOODS~ (추가 공연)                                             | 3곳 7공연   | 삿포로 돔, 나고야 돔, 후쿠오카 돔 | 겨울에 행해진 투어가 대호평을 받아, 많은 팬에 의해 〈콘서트를 DVD로 발매해줬으면 좋겠다.〉라는 요망에 의해 결정된 추가 공연. 겨울과 맞춰 5대 돔을 제패. 삿포로 돔에서의 공연은, 본 투어가 처음이다. |  |
| 2003년 ~ 2004년 | 12월 13일 ~ 1월 1일   | 투어                     | KinKi Kids 24/7 G Tour                                                                                            | 4곳 9공연   | 도쿄 돔, 나고야 돔, 오사카 돔, 후쿠오카 돔 | 이 투어를 경계로, 〈최대한 적은 인원 수로, 스테이지의 연출을 행하고 싶다〉라는 의향에 의해, 지금까지 백으로 춤췄던 쟈니즈 Jr.의 출연 인원 수를 삭감(이후의 공연은, 기본적으로 MA, A.B.C. 이외의 쟈니즈 Jr.의 출연은 행해지지 않음). 스테이지의 세트나 연출을 아주 심플한 내용으로 하며, 〈연출에는 의지하지 않고, 우리들의 춤이나 노래로 어디까지 표현 될 것인가.〉라고 하는, 새로운 도전을 시험해 본 투어가 되었다. |  |
| 2003년          | 12월 31일             | 이벤트                   | Johnny's Starship Countdown                                                                                       | 1곳 1공연   | 도쿄 돔 | 이 연도부터, 카운트다운 콘서트는, 동 사무소 소속 그룹이 다수 출연하는 이벤트가 된다. |  |
| 2004년 ~ 2005년 | 12월 18일 ~ 1월 1일   | 투어                     | KinKi Kids DOME TOUR ~font de Anniversary~                                                                        | 4곳 9공연   | 도쿄 돔, 나고야 돔, 오사카 돔, 후쿠오카 돔 | 이 투어를 처음으로, 생 밴드와 생 스트링스의 연주로 공연이 행해져, 이후 이 스타일이 정착하는 것이 된다. 지금까지 발매한 싱글 곡을 발매순으로, 메들리도 섞어 전곡 피로되었다. |  |
| 2004년          | 12월 31일             | 이벤트                   | Johnny's BIG SUPRISE Countdown                                                                                    | 1곳 1공연   | 도쿄 돔 | |  |
| 2005년          | 7월 17일              | 이벤트                   | 도모토 브라더스 밴드 퍼스트 라이브                                                                                | 1곳 1공연   | 도쿄·오다이바 야외 특설 | 킨키 키즈가 출연하고 있는 음악 버라이어티 프로그램 〈신 도모토 형제〉의 기획으로, 2만인을 무료 초대해 행해진, 스페셜 라이브. |  |
| 2005년 ~ 2006년 | 12월 24일 ~ 1월 1일   | 투어                     | KinKi Kids H TOUR ~Have A Nice Day~                                                                               | 2곳 6공연   | 도쿄 돔, 오사카 돔 | 스테이지에서는 산을 바탕으로 한 세트가 설치되어, 조명등의 변화에 의해 빙산이나 화산 등, 다양한 산의 표정을 연출했다. 또, 6월 13일 밤에 도쿄·신궁 외원의 성덕 기념 회화관에서, Sg 〈비로도의 어둠〉 발표 이벤트로 행해진 워터 스크린(회화관 앞에 100톤의 물을 분사해 만든(높이 20미터, 폭 50미터) 스크린에 영상을 비춰 낸다)도, 재현되었다. 이 공연 이후, 2008년의 투어까지, 쟈니즈 Jr.의 출연은 MA만이 되었다.       |  |
| 2005년          | 12월 31일             | 이벤트                   | 보지 않으면 손해 SONG 〈PRIDE 걸고 쟈니즈 가합전〉 at TOKYO DOME since 1998                                       | 1곳 1공연   | 도쿄 돔 | |  |
| 2006년          | 8월 1일               | 이벤트                   | 도모토 브라더스 밴드 세컨드 라이브                                                                                | 1곳 1공연   | Zepp Tokyo | 음악 버라이어티 프로그램 〈신 도모토 형제〉의 기획으로 2,000명을 무료 초대해 행해진, 스페셜 라이브. 이 때에, 밴드의 오리지널로 만든 신곡으로 〈Music of Life〉가 발표되었다. 입장자에게는, 손수건과 부채를 선물했다. |  |
| 2006년 ~ 2007년 | 12월 25일 ~ 1월 1일   | 투어                     | KinKi Kids CONCERT TOUR 2006~2007 Harmony of Winter -iD-                                                          | 2곳 5공연   | 도쿄 돔, 쿄세라 돔 오사카 | 2007년에 CD 데뷔 10주년을 맞이해, 데뷔 전에 악곡 발표된 〈FRIENDS〉가 오랜만에 피로되었다. |  |
| 2006년          | 12월 31일             | 이벤트                   | 쟈니즈 카운트다운 2006-2007                                                                                       | 1곳 1공연   | 도쿄 돔 | |  |
| 2007년          | 7월 22일              | 이벤트                   | KinKi Kids 10th Anniversary in TOKYO DOME                                                                         | 1곳 1공연   | 도쿄 돔 | 데뷔 10주년을 기념해 행해진 팬 감사 이벤트. 이 공연에서, 도쿄 돔 최다 관객 수를 갱신했다(약 6만 7천명). 또, 10년 전의 데뷔일익도 한 이벤트 전날에는, 동 회장에서 기네스 표창식이 행해졌다. |  |
| 2007년 ~ 2008년 | 12월 23일 ~ 1월 1일   | 투어                     | We are Ø'n39!!AND U ? KinKi Kids Live in DOME 07~08                                                               | 2곳 6공연   | 도쿄 돔, 쿄세라 돔 오사카 | 이 공연에서, 도쿄 돔에서의 공연을 10년 연속 30회 행해, 단독 아티스트에 의한 최다 공연 횟수를 갱신했다(현재도 기록을 갱신중). 〈종래의 스테이지에서도, 회장의 관객분들께 균등하게 즐길 수 있도록.〉이라고, 콘서트로서는 첫 센터 스테이지를 채용. 게다가 설날 공연은, 공연 시간이 4시간이라고 하는 긴 시간의 공연이 되었다.                                                                                            |  |
| 2007년          | 12월 31일             | 이벤트                   | 10년째야! 보지 않으면 손해 SONG 쟈니즈 카운트다운 가합전                                                          | 1곳 1공연   | 도쿄 돔 | |  |
| 2008년 ~ 2009년 | 7월 21일 ~ 1월 1일    | 투어                     | 킨키 키즈 긴급 전국 투어 KinKi you 콘서트. (12월 31일 공연만 〈KinKi Kids CountDown Concert 2008-2009 in KinKi〉) | 15곳 33공연 | 홋카이 도립 총합 체육 센터 키타에루, 핫 하우스 수퍼 아레나, 도쿄 돔, 토키 멧세 니이가타 컨벤션 센터, 나가노 빅 해트, 선 돔 후쿠이, 시즈오카 에코파 아레나, 닛폰 가이시 스포츠 플라자 가이시 홀, 쿄세라 돔 오사카, 히로시마 그린 아레나, 마린 멧세 후쿠오카, 오이타 비컨 플라자 컨벤션 홀, 가고시마 아레나            | 8년 만에, 여름에 개최·전국에서 개최되는 콘서트 투어. |  |
| 2009년 ~ 2010년 | 12월 18일 ~ 1월 11일  | 투어                     | KinKi Kids CONCERT TOUR J                                                                                         | 4곳 10공연  | 홋카이 도립 총합 체육 센터 키타에루, 도쿄 돔, 쿄세라 돔 오사카, 마린 멧세 후쿠오카 | |  |
| 2009년          | 12월 31일             | 이벤트                   | 소리 질러! 쟈니즈 호랑이권 동서 돔 10만명 집합!! 초호화 해넘기기 가합전!!                                         | 1곳 1공연   | 도쿄 돔 | |  |
| 2010년 ~ 2011년 | 12월 8일 ~ 1월 10일   | 투어                     | KinKi Kids 2010 - 2011 ~너도 도모토 FAMILY~                                                                       | 4곳 10공연  | 홋카이 도립 총합 체육 센터 키타에루, 도쿄 돔, 쿄세라 돔 오사카, 마린 멧세 후쿠오카 | 〈너도 도모토 FAMILY〉의 작명자는, 쟈니 키타가와. |  |
| 2010년          | 12월 31일             | 이벤트                   | 뛰어라! 쟈니즈 폭풍우를 부르는 섣달그믐날 가합이다 편!!                                                           | 1곳 1공연   | 도쿄 돔 | |  |
| 2011년 ~ 2012년 | 12월 25일 ~ 1월 1일   | 투어                     | King・KinKi Kids 2011 - 2012                                                                                      | 2곳 5공연   | 도쿄 돔, 쿄세라 돔 오사카 | |  |
| 2011년          | 12월 31일             | 이벤트                   | 유타치 와버려! 쟈니즈 동서 돔 해넘기기 가합전!                                                                    | 1곳 1공연   | 도쿄 돔 | |  |
| 2012년 ~ 2013년 | 12월 23일 ~ 1월 1일   | 투어                     | KinKi Kids Concert Thank you for 15 years 2012-2013                                                               | 2곳 5공연   | 도쿄 돔, 쿄세라 돔 오사카 | |  |
| 2012년          | 12월 31일             | 이벤트                   | 헤이세이 25!! 15년째야! 보지 않으면 손해 SONG 쟈니즈 해넘기기 생방송                                              | 1곳 1공연   | 도쿄 돔 | 사회는 CD 데뷔 15주년을 맞은 KinKi Kids. |  |